# Пас чувар (тајмер)
Пас чувар (енгл. Watchdog) у рачунарским системима представља тајмер који „надгледа“ коректност функционисања неког система, због чега се такође спомиње као COP (од енгл. Computer Operates Properly, у преводу: рачунар добро ради). Принцип рада овог тајмера се заснива на редовном примању сигнала од надгледаног система, којима исти ставља псу чувару до знања да функционише на очекиван начин. Ови сигнали, који се још називају знацима живота, не морају да пристижу у правилним временским размацима већ унутар одређеног временског интервала кога пас чувар одбројава од последњег примљеног сигнала. Уколико неки сигнал закасни, пас чувар се оглашава јединици одговорној за решавање проблема. Пример једноставних реакција неког система на сигнал пса чувара су престанак рада и рестарт.